# Yêu không kiểm soát
Yêu không kiểm soát (tiếng Hàn: 함부로 애틋하게; Hanja: 任意依戀; Romaja: Hamburo aeteuthage; Tiếng anh: Uncontrollably Fond) là drama truyền hình Hàn Quốc có sự góp mặt của Kim Woo-bin và Bae Suzy. Phim được phát sóng vào thứ tư và thứ năm hàng tuần trên KBS2 lúc 21:55 từ 6 tháng 7 năm 2016 đến ngày 8 tháng 9 năm 2016.

## Nội dung
Bộ phim xoay quanh câu chuyện tình yêu của đôi bạn trẻ chơi thân với nhau từ nhỏ. Vì một số lý do mà cả hai phải xa cách và sau nhiều năm mới gặp lại.
Khi lớn lên, Shin Joon Young (do Kim Woo Bin thủ vai) hiện đã là một ngôi sao nổi tiếng, với tính cách hống hách, kiêu ngạo. Trong khi đó, No Eul (do Bae Suzy thủ vai) từ một cô bé nhút nhát giờ đã trở thành một nhà sản xuất phim tài liệu với tính cách mạnh mẽ.
Noh Eul đã có một tuổi thơ khó khăn. Cha cô qua đời trong một vụ tai nạn khiến Noh Eul phải nghỉ học và kiếm sống cho bản thân và em trai cô. Biến cố khiến cô trở nên coi trọng đồng tiền hơn công lý, luôn cố gắng giữ quan hệ với những người mạnh hơn mình. Còn Shin Joon-young vốn đã có kế hoạch cho cuộc đời mình. Mẹ anh muốn anh trở thành một công tố viên để nối gót người cha ghẻ lạnh của mình, nhưng một sự cố đã xảy ra khiến anh phải bỏ học luật và trở thành một ca sĩ kiêm diễn viên.
Sau này, hai người gặp nhau thường xuyên vì công việc. Tuy vậy, họ cứ chạm trán là lại gây gổ, để rồi qua thời gian họ đã dần nảy sinh tình cảm với nhau.
Bộ phim đánh dấu sự trở lại của hai diễn viên trẻ sau 3 năm vắng bóng trên màn ảnh nhỏ.

## Phân vai

### Vai chính
- Kim Woo-bin vai Shin jun-young
- Bae Suzy vai No Eul
- Lim Ju-hwan vai Choi Ji-tae[7]
- Lim Ju-eun vai Yoon Jeong-eun[7]

### Những người xung quanh Shin Joon-young
- Jin Kyung vai Shin Young-ok[8]
- Choi Moo-sung vai Jang Jung-shik[8]
- Hwang Jung-min vai Jang Jung-ja
- Park Soo-young vai CEO Namgoong
- Jung Soo-kyo vai Jang Kook-young
- Jang Hee-ryoung vai Jang Man-ok (Trương Mạn Ngọc)[9]

### Những người xung quanh No Eul
- Lee Seo-won vai No Jik
- Park Hwan Hee vai Go Na-ri
- Kim Jae-hwa vai Kim Bong-suk

### Những người xung quanh Choi Ji-tae
- Yu Oh-seong vai Choi Hyeon-joon[8]
- Jung Seon-kyung vai Lee Eun-soo[8]
- Ryu Won vai Choi Ha-roo[9]

### Những người xung quanh Yoon Jeong-eun
- Jung Dong-hwan vai Yoon Sung-Ho

## Quá trình sản xuất

### Quay phim
Phim bắt đầu quay vào ngày 26 tháng 11 năm 2015 tại Đại học Kyungnam ở Changwon, tỉnh Gyeongsang Nam, Hàn Quốc và hoàn thành vào ngày 12 tháng 4 năm 2016.

### Thông tin bên lề
Bộ phim tái hợp Kim Woo-bin và Lim Ju-eun, cả hai đều đóng vai chính trong bộ phim truyền hình ăn khách Những người thừa kế và Bae Suzy, Jin Kyung và Kim Ki-bang đóng vai chính trong bộ phim lịch sử Cửu Gia Thư.

## Âm nhạc

### Phần
| STT              | Nhan đề                | Nghệ sĩ          | Thời lượng |
| ---------------- | ---------------------- | ---------------- | ---------- |
| 1.               | "Ring My Bell"         | Suzy (Miss A)    | 3:27       |
| 2.               | "Ring My Bell" (Inst.) |                  | 3:27       |
| Tổng thời lượng: | Tổng thời lượng:       | Tổng thời lượng: | 6:54       |

### Phần 2
| STT              | Nhan đề                               | Nghệ sĩ             | Thời lượng |
| ---------------- | ------------------------------------- | ------------------- | ---------- |
| 1.               | "Find the Differences (틀린그림찾기)" | Lim Seul-ong, Kisum | 3:14       |
| 2.               | "Find the Differences" (Inst.)        |                     | 3:14       |
| Tổng thời lượng: | Tổng thời lượng:                      | Tổng thời lượng:    | 6:28       |

### Phần 3
| STT              | Nhan đề                                       | Nghệ sĩ          | Thời lượng |
| ---------------- | --------------------------------------------- | ---------------- | ---------- |
| 1.               | "Say Goodbye (My Heart Speaks) (가슴이 말해)" | Kim Na-young     | 4:09       |
| 2.               | "Say Goodbye (My Heart Speaks)" (Inst.)       |                  | 4:09       |
| Tổng thời lượng: | Tổng thời lượng:                              | Tổng thời lượng: | 8:18       |

### Phần 4
| STT              | Nhan đề          | Nghệ sĩ          | Thời lượng |
| ---------------- | ---------------- | ---------------- | ---------- |
| 1.               | "Only U"         | Junggigo         | 3:15       |
| 2.               | "Only U" (Inst.) |                  | 3:15       |
| Tổng thời lượng: | Tổng thời lượng: | Tổng thời lượng: | 6:30       |

### Phần 5
| STT              | Nhan đề                         | Nghệ sĩ          | Thời lượng |
| ---------------- | ------------------------------- | ---------------- | ---------- |
| 1.               | "I Miss You (보고싶어)"         | Hyolyn (Sistar)  | 3:49       |
| 2.               | "I Miss You (보고싶어)" (Inst.) |                  | 3:49       |
| Tổng thời lượng: | Tổng thời lượng:                | Tổng thời lượng: | 7:38       |

### Phần 6
| STT              | Nhan đề                                       | Nghệ sĩ          | Thời lượng |
| ---------------- | --------------------------------------------- | ---------------- | ---------- |
| 1.               | "Picture In My Head (내 머릿속 사진)"         | Kim Woo-bin      | 3:44       |
| 2.               | "Picture In My Head (내 머릿속 사진)" (Inst.) |                  | 3:44       |
| 3.               | "Do You Know (혹시 아니)"                     | Kim Woo-bin      | 4:15       |
| 4.               | "Do You Know (혹시 아니)" (Inst.)             |                  | 4:15       |
| Tổng thời lượng: | Tổng thời lượng:                              | Tổng thời lượng: | 15:58      |

### Phần 7
| STT              | Nhan đề                                        | Nghệ sĩ                    | Thời lượng |
| ---------------- | ---------------------------------------------- | -------------------------- | ---------- |
| 1.               | "Don't Push Me (밀지마)"                       | Wendy, Seulgi (Red Velvet) | 3:20       |
| 2.               | "Don't Push Me (밀지마)" (Inst.)               |                            | 3:20       |
| 3.               | "Don't Push Me (밀지마) (Ballad Ver.)"         | Wendy, Seulgi (Red Velvet) | 3:30       |
| 4.               | "Don't Push Me (밀지마) (Ballad Ver.)" (Inst.) |                            | 3:30       |
| Tổng thời lượng: | Tổng thời lượng:                               | Tổng thời lượng:           | 13:40      |

### Phần 8
| STT              | Nhan đề                                                | Nghệ sĩ          | Thời lượng |
| ---------------- | ------------------------------------------------------ | ---------------- | ---------- |
| 1.               | "From When and Until When (어디부터 어디까지)"         | Tei              | 4:07       |
| 2.               | "From When and Until When (어디부터 어디까지)" (Inst.) |                  | 4:07       |
| Tổng thời lượng: | Tổng thời lượng:                                       | Tổng thời lượng: | 8:14       |

### Phần 9
| STT              | Nhan đề                         | Nghệ sĩ          | Thời lượng |
| ---------------- | ------------------------------- | ---------------- | ---------- |
| 1.               | "I Love You (사랑해요)"         | Kim Bum-soo      | 4:08       |
| 2.               | "I Love You (사랑해요)" (Inst.) |                  | 4:08       |
| Tổng thời lượng: | Tổng thời lượng:                | Tổng thời lượng: | 8:16       |

### Phần 10
| STT              | Nhan đề                                   | Nghệ sĩ                  | Thời lượng |
| ---------------- | ----------------------------------------- | ------------------------ | ---------- |
| 1.               | "Love Is Hurting (사랑이 아프다)"         | Hwanhee (Fly to the Sky) | 4:01       |
| 2.               | "Love Is Hurting (사랑이 아프다)" (Inst.) |                          | 4:01       |
| Tổng thời lượng: | Tổng thời lượng:                          | Tổng thời lượng:         | 8:02       |

### Phần 11
| STT              | Nhan đề           | Nghệ sĩ          | Thời lượng |
| ---------------- | ----------------- | ---------------- | ---------- |
| 1.               | "My Love"         | Honey G          | 3:38       |
| 2.               | "My Love" (Inst.) |                  | 3:38       |
| Tổng thời lượng: | Tổng thời lượng:  | Tổng thời lượng: | 7:16       |

### Phần 12
| STT              | Nhan đề                   | Nghệ sĩ          | Thời lượng |
| ---------------- | ------------------------- | ---------------- | ---------- |
| 1.               | "Shower (소나기)"         | Eric Nam         | 4:28       |
| 2.               | "Shower (소나기)" (Inst.) |                  | 4:28       |
| Tổng thời lượng: | Tổng thời lượng:          | Tổng thời lượng: | 8:56       |

### Phần 13
| STT              | Nhan đề                             | Nghệ sĩ                | Thời lượng |
| ---------------- | ----------------------------------- | ---------------------- | ---------- |
| 1.               | "I Can Live (살 수 있다고)"         | Kim Yeon-joon (김연준) | 3:45       |
| 2.               | "I Can Live (살 수 있다고)" (Inst.) |                        | 3:45       |
| Tổng thời lượng: | Tổng thời lượng:                    | Tổng thời lượng:       | 7:30       |

### Phần 14 (a/k/a theUncontrollably Fond Pop OST)
| STT              | Nhan đề                    | Nghệ sĩ          | Thời lượng |
| ---------------- | -------------------------- | ---------------- | ---------- |
| 1.               | "A Little Braver"          | New Empire       | 3:28       |
| 2.               | "A Little Braver" (Inst.)  |                  | 3:28       |
| 3.               | "Golden Love"              | Midnight Youth   | 4:01       |
| 4.               | "Golden Love" (Inst.)      |                  | 4:01       |
| 5.               | "Across The Ocean"         | New Empire       | 3:50       |
| 6.               | "Across The Ocean" (Inst.) |                  | 3:50       |
| Tổng thời lượng: | Tổng thời lượng:           | Tổng thời lượng: | 22:38      |

### Phần 15
| STT              | Nhan đề                           | Nghệ sĩ           | Thời lượng |
| ---------------- | --------------------------------- | ----------------- | ---------- |
| 1.               | "When It's Good (좋을땐)"         | Bae Suzy (Miss A) | 4:14       |
| 2.               | "When It's Good (좋을땐)" (Inst.) |                   | 4:14       |
| Tổng thời lượng: | Tổng thời lượng:                  | Tổng thời lượng:  | 8:28       |